# Kleine Prinzessin
Die Kleine Prinzessin ist eine britische Zeichentrickserie. Protagonistin ist die vier Jahre alte kleine Prinzessin, die zusammen mit ihren Eltern und dem Hofstaat in einem Schloss lebt.

## Handlung
Charakteristisch für die knapp zehn Minuten langen Episoden ist die Auseinandersetzung der Prinzessin mit ihrer Umwelt. Das nur aus Erwachsenen bestehende Umfeld nimmt dabei stets Rücksicht auf die eigenwillige Prinzessin, auch wenn darunter alle leiden. Der gesamte Staat und auch Hund Schlamper und Kater Murr ertragen den Willen der Prinzessin meist so lange, bis sie selbst ein Einsehen hat. So sind viele Folgen mit „Ich will…“ betitelt.
Die Nebencharaktere sind der Premierminister, der Admiral, der General, der Gärtner, der Koch und das Kindermädchen.

## Produktion
Die Serie basiert auf den seit 1986 erscheinenden Bilderbüchern von Tony Ross. Die ersten bis 2007 produzierten Staffeln wurden seitdem mehrfach synchronisiert. Seit 2010 läuft im Milkshake!-Programmfenster des britischen Senders Channel 5 eine dritte Staffel.

## Auszeichnungen
- Deutschland: Platin im Kids-Award
  - 1× Platin für das Videoalbum Kleine Prinzessin – Der Wackelzahn (2010)[3]